# Julio Joao Ortiz
Julio Joao Ortiz Landazuri (Esmeraldas, 1º maggio 1996) è un calciatore ecuadoriano, centrocampista dei Portland Timbers e della nazionale ecuadoriana.

## Carriera

### Club
Joao Ortiz è cresciuto nell'Universidad Católica dove ha debuttato il 5 dicembre 2014 entrando in campo nei minuti finali dell'incontro di Primera Categoría Serie A vinto 2-1 contro il Deportivo Cuenca.
L'anno seguente è stato ceduto al San Antonio, club con cui non ha mai esordito venendo ceduto in prestito per cinque volte negli anni seguenti, a Plaza Colonia, Deportivo Quito, Cumbayá, Clan Juvenil e Deportivo Cuenca. Quest'ultimo club nel 2019 lo ha acquistato a titolo definitivo.
Nel 2020 si è trasferito al Delfín e nel gennaio 2022 ha firmato con l'LDU Quito. Sei mesi più tardi è passato all'Independiente del Valle.

### Nazionale
Ha debuttato con la nazionale ecuadoriana il 28 ottobre 2021 nell'incontro amichevole vinto 3-2 contro il Messico.
Il 30 maggio 2024 è stato incluso nella lista finale di convocati per la Copa América 2024.

## Statistiche

### Presenze e reti nei club
Statistiche aggiornate al 19 giugno 2024.
| Stagione        | Squadra                 | Campionato      | Campionato | Campionato | Coppe nazionali | Coppe nazionali | Coppe nazionali | Coppe continentali | Coppe continentali | Coppe continentali | Altre coppe | Altre coppe | Altre coppe | Totale | Totale | Totale |
| Stagione        | Squadra                 | Comp            | Pres       | Reti       | Comp            | Pres            | Reti            | Comp               | Pres               | Reti               | Comp        | Pres        | Reti        | Pres   | Reti   |        |
| --------------- | ----------------------- | --------------- | ---------- | ---------- | --------------- | --------------- | --------------- | ------------------ | ------------------ | ------------------ | ----------- | ----------- | ----------- | ------ | ------ | ------ |
| 2014            | Universidad Católica    | A               | 1          | 0          |                 | -               | -               |                    | -                  | -                  |             | -           | -           | 1      | 0      |        |
| 2014-2015       | Plaza Colonia           | SD              | 3          | 0          |                 | -               | -               |                    | -                  | -                  |             | -           | -           | 3      | 0      |        |
| 2015-2016       | Plaza Colonia           | PD              | 0          | 0          |                 | -               | -               |                    | -                  | -                  |             | -           | -           | 0      | 0      |        |
| 2016            | Deportivo Quito         | B               | 2          | 0          |                 | -               | -               |                    | -                  | -                  |             | -           | -           | 2      | 0      |        |
| 2017            | Cumbayá                 | SC              | 18         | 2          |                 | -               | -               |                    | -                  | -                  |             | -           | -           | 18     | 2      |        |
| 2017            | Clan Juvenil            | A               | 14         | 0          |                 | -               | -               |                    | -                  | -                  |             | -           | -           | 14     | 0      |        |
| 2018            | Clan Juvenil            | B               | 13         | 1          |                 | -               | -               |                    | -                  | -                  |             | -           | -           | 13     | 1      |        |
| 2018            | Deportivo Cuenca        | A               | 2          | 0          |                 | -               | -               |                    | -                  | -                  | CS          | 0           | 0           | 2      | 0      |        |
| 2019            | Deportivo Cuenca        | A               | 18         | 0          | CE              | 4               | 0               |                    | -                  | -                  |             | -           | -           | 22     | 0      |        |
| 2020            | Delfín                  | A               | 25         | 2          |                 | -               | -               | CL                 | 6                  | 0                  |             | -           | -           | 31     | 2      |        |
| 2021            | Delfín                  | A               | 30         | 1          |                 | -               | -               |                    | -                  | -                  | SE          | 2           | 0           | 32     | 1      |        |
| 2022            | LDU Quito               | A               | 13         | 0          |                 | -               | -               | CS                 | 8                  | 0                  |             | -           | -           | 21     | 0      |        |
| 2022            | Independiente del Valle | A               | 13         | 1          | CE              | 7               | 2               | CS                 | 5                  | 0                  |             | -           | -           | 25     | 3      |        |
| 2023            | Independiente del Valle | A               | 26         | 0          |                 | -               | -               | CL                 | 8                  | 0                  | SE+RS+UCC   | 1+1+1       | 0           | 36     | 0      |        |
| 2024            | Independiente del Valle | A               | 12         | 0          |                 | -               | -               | CL                 | 6                  | 1                  |             | -           | -           | 18     | 1      |        |
| Totale carriera | Totale carriera         | Totale carriera | 190        | 7          |                 | 11              | 2               |                    | 33                 | 1                  |             | 5           | 0           | 239    | 10     |        |

### Cronologia presenze e reti in nazionale
| Cronologia completa delle presenze e delle reti in nazionale ― Ecuador | Cronologia completa delle presenze e delle reti in nazionale ― Ecuador | Cronologia completa delle presenze e delle reti in nazionale ― Ecuador | Cronologia completa delle presenze e delle reti in nazionale ― Ecuador | Cronologia completa delle presenze e delle reti in nazionale ― Ecuador | Cronologia completa delle presenze e delle reti in nazionale ― Ecuador | Cronologia completa delle presenze e delle reti in nazionale ― Ecuador | Cronologia completa delle presenze e delle reti in nazionale ― Ecuador |
| Data                                                                   | Città                                                                  | In casa                                                                | Risultato                                                              | Ospiti                                                                 | Competizione                                                           | Reti                                                                   | Note                                                                   |
| ---------------------------------------------------------------------- | ---------------------------------------------------------------------- | ---------------------------------------------------------------------- | ---------------------------------------------------------------------- | ---------------------------------------------------------------------- | ---------------------------------------------------------------------- | ---------------------------------------------------------------------- | ---------------------------------------------------------------------- |
| 27-10-2021                                                             | Charlotte                                                              | Messico                                                                | 2 – 3                                                                  | Ecuador                                                                | Amichevole                                                             | -                                                                      | 65’                                                                    |
| 17-6-2023                                                              | Harrison                                                               | Ecuador                                                                | 1 – 0                                                                  | Bolivia                                                                | Amichevole                                                             | -                                                                      | 54’                                                                    |
| 7-9-2023                                                               | Buenos Aires                                                           | Argentina                                                              | 1 – 0                                                                  | Ecuador                                                                | Qual. Mondiali 2026                                                    | -                                                                      | 68’                                                                    |
| 12-9-2023                                                              | Quito                                                                  | Ecuador                                                                | 2 – 1                                                                  | Uruguay                                                                | Qual. Mondiali 2026                                                    | -                                                                      | 70’                                                                    |
| 12-10-2023                                                             | La Paz                                                                 | Bolivia                                                                | 1 – 2                                                                  | Ecuador                                                                | Qual. Mondiali 2026                                                    | -                                                                      |                                                                        |
| 16-11-2023                                                             | Maturín                                                                | Venezuela                                                              | 0 – 0                                                                  | Ecuador                                                                | Qual. Mondiali 2026                                                    | -                                                                      | 92’                                                                    |
| 21-11-2023                                                             | Quito                                                                  | Ecuador                                                                | 1 – 0                                                                  | Cile                                                                   | Qual. Mondiali 2026                                                    | -                                                                      | 75’                                                                    |
| 21-3-2024                                                              | Harrison                                                               | Ecuador                                                                | 2 – 0                                                                  | Guatemala                                                              | Amichevole                                                             | -                                                                      | 64’                                                                    |
| 9-6-2024                                                               | Chicago                                                                | Argentina                                                              | 1 – 0                                                                  | Ecuador                                                                | Amichevole                                                             | -                                                                      | 62’                                                                    |
| Totale                                                                 |                                                                        | Presenze                                                               | 9                                                                      |                                                                        | Reti                                                                   | 0                                                                      |                                                                        |

## Palmarès

### Club

#### Competizioni nazionali
- Copa Ecuador: 1

Independiente del Valle: 2022
- Supercoppa ecuadoriana: 1

Independiente del Valle: 2023

#### Competizioni internazionali
- Coppa Sudamericana: 1

Independiente del Valle: 2022
- Recopa Sudamericana: 1

Independiente del Valle: 2023